# Nova (作業系統)
Nova是古巴政府資助開發的Linux發行版，在2009年2月面世，由哈瓦那資訊科學大學師生研發，是一種為缺乏經驗的用戶和古巴組織機構而設的自由及開放源代碼軟件。Nova最初的版本源於Gentoo，不過在2.1版以後的版本，研發者則改以Ubuntu為開發的基礎。

## 研發目的和使用
Nova的研發目的是實現「主權和科技自主」，並成為古巴所有電腦的作業系統——當時微軟Windows仍然是古巴使用率最高的作業系統。古巴政府希望用這套系統取代Windows。資訊科學大學的自由軟件學院院長海克特·羅德里格斯（Hector Rodriguez）說「自由軟件運動更接近古巴人民的思想意識——自由和主權高於一切。」其他媒體則認為，古巴之所以會開發這套作業系統，是因為美國對古巴實施禁運會令古巴人難以購置Windows或為Windows升級，也是因為古巴政府對潛在的安全問題心生恐懼——古巴政府懷疑美國政府可以以讀取微軟軟件的源代碼，並借此對古巴進行間諜活動。
古巴計劃把當地電腦的作業系統改為Nova，使之成為當地主要使用的作業系統；一旦更換計畫完成，當地辦公地點90%的電腦都會採用這套作業系統。2011年初，資訊科技大學宣佈他們會把超過8000部電腦的作業系統更換為Nova。自2011年起，當地推出的新電腦會同時安裝Windows和Nova。

## 軟件
Nova第一個版本源於Gentoo Linux，並以Baire為開發代號；而Nova 2.1桌面版則源於Ubuntu。Nova Escritorio是資訊科學大學開發的辦公室套件，以取代Microsoft Office為目標。

## 版本
2014年，古巴有報導稱，開發人員正開發Nova的第五個版本（別稱「Nova 2015」），這個版本將會成為Nova的重大更新版本。
| 版本                             | 開發代號 | 發行日期      |
| -------------------------------- | -------- | ------------- |
| 1.1.2                            | Baire    | 2009年2月20日 |
| 2.0                              |          | 2009年12月2日 |
| 2.1                              |          | 2010年6月4日  |
| 2011-beta3                       |          | 2011年2月12日 |
| 3.0 (2011)                       |          | 2011年        |
| 4.0 (2013)                       |          | 2013年3月22日 |
| 5.0 (2015)                       |          | 2015年3月22日 |
| 6.0 (2018)                       |          | 2018年3月18日 |
| 7.0 (2020)                       |          | 2020年3月18日 |
| 8.0 (2020)                       |          | 2022年1月     |
| 格式：舊版本当前版本最新的预览版 |          |               |

## 外部連結
- 官方網站
- Nova門戶網站（附開發動態）
- 最新版本下載地點
- Nova Linux在DistroWatch上的页面